# 張見田
張見田（?—?），字慶樾，贵州贵阳人，清朝政治人物、進士出身。
道光二十四年（1844年）甲辰科進士，二甲九十六名，后官甘肅知縣。